# 成井惠子
成井 惠子（なるい しげこ、1937年9月20日 - ）は、日本の俳人、図書館学者、文芸評論家。

## 略歴
茨城県生まれ。文部省図書館職員養成所卒。日本原子力研究所技術情報部勤務。1988年茨城女子短期大学助教授、2007年准教授。2008年定年退職。1987年現代俳句評論賞受賞。長塚節文学賞選考委員。

## 著書
- 『紆影 成井恵子句集』四季書房 四季女流俳句の三十冊 1988
- 『俳句の美学』牧羊社 1992
- 『わたしの秀句散歩』海程新社 1998
- 『龍太・兜太・狩行 現代俳句の変革者たち』北溟社 2000
- 『火輪 成井惠子句集』日本詩歌句協会 2005
- 『蕪村入門 関東に足跡を求めて』日本詩歌句協会 詩歌句新書 2006
- 『草結び 句集』本阿弥書店 平成の100人叢書 2013

### 共著
- 『現代図書館学講座 8 資料整理法特論』長谷川宏共著  東京書籍 1983
- 『白浪 合同句集』1－2集 小林しげる, 鴨下昭, 青木啓泰, 河野香苑共著 白浪俳句錬成会 2010‐11

## 参考
- 『文藝年鑑』2008年